# Salgado (Sergipe)
Salgado is een gemeente in de Braziliaanse deelstaat Sergipe. De gemeente telt 19.101 inwoners (schatting 2009).
De gemeente grenst aan Boquim, Itaporanga d'Ajuda, Lagarto en Estância.